# Municipio de San Martín Hidalgo
El municipio de San Martín Hidalgo es uno de los 125 municipios que conforman el estado mexicano de Jalisco. Cuenta con una población total de 26,306 habitantes según el censo de 2010. La cabecera municipal y localidad más grande del municipio es el pueblo de San Martín Hidalgo.

## Descripción geográfica

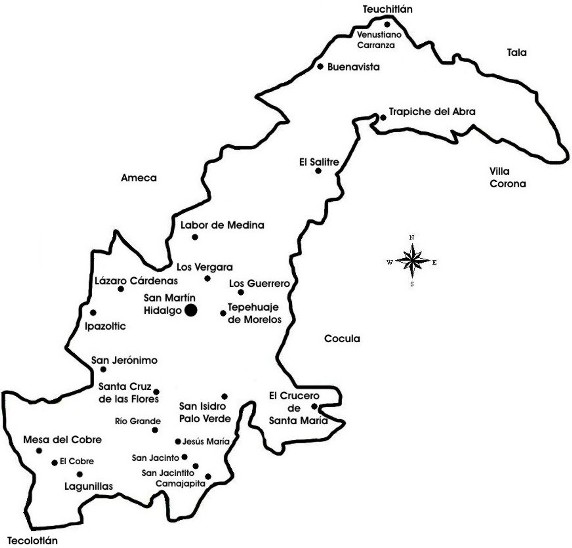
San Martín Hidalgo

### Ubicación
San Martín de Hidalgo se encuentra localizado en la región central del estado. Su situación geográfica lo ubica entre las coordenadas 103° 50′ 50″ a 104° 02’ 15" de longitud oeste y de los 20° 19′ 00″ a 20° 34’ 45" de latitud norte; a una altitud de 1250 metros sobre el nivel del mar.
El municipio colinda al norte con los municipios de Ameca, Teuchitlán y Tala; al este con los municipios de Tala, Villa Corona y Cocula; al sur con los municipios de Cocula y Tecolotlán; al oeste con los municipios de Tecolotlán y Ameca.

### Topografía
Los plegamientos que se encuentran en esta zona son derivaciones de la Sierra Madre Occidental. En general su superficie está conformada por zonas planas (68 %). Las zonas accidentadas, que constituyen el 8 % del territorio, se localizan en la Sierra de Quila, donde se tienen alturas de los 2,000 metros sobre el nivel del mar. Sólo en la parte norte poniente y suroeste tiene tierras elevadas, tales como: el cerro La Coronilla, El Zapote de la Cruz y el cerro de Huehuentón. Las zonas semiplanas ocupan el 24 % de la superficie municipal.
Suelos: El territorio está constituido por terrenos de basaltos y rocas extrusivas ácidas, con toba, algunos lunares de basalto y areniscas conglomerada. La composición de los suelos es de tipos predominantes Feozem Háplico en lomas y cerros y Vertisol Pélico en las tierras planas.
El municipio tiene una superficie territorial de 32,457 hectáreas de las cuales 19,660 son utilizadas con fines agrícolas, 7,692 en la actividad pecuaria, 2,607 son de uso forestal, 750 son suelo urbano y 1,742 hectáreas tienen otro uso, no especificándose el uso de 6. En lo que a la propiedad se refiere, una extensión de 3,885 hectáreas es privada y otra de 28,572 es ejidal; no existiendo propiedad comunal.

### Hidrografía
El municipio pertenece a la región hidrológica Costa de Jalisco. Sus recursos hidrológicos son proporcionados por los ríos y arroyos que forman parte de la subcuenca hidrológica Alto Río Ameca, perteneció a la región hidrológica Pacífico Centro. Una de sus corrientes permanentes es el río San Martín o Grande; los arroyos son: Del Moral, Colorado, Palo Verde, San Felipe y Tecolota; las presas: Ojo de Agua, Los Vergara, Los zapotitos, El Salitre y Pedro Virgen.

### Clima
El clima es semiseco, con invierno y primavera secos, y semicálido, sin cambio térmico invernal bien definido. La temperatura media anual es de 20.9 °C, con máxima de 28.7 °C y mínima de 13.2 °C. El régimen de lluvias se registra entre los meses de julio y septiembre, contando con una precipitación media de 964.0 milímetros. El promedio anual de días con heladas es de 9.1. Los vientos dominantes son en dirección del este.

## Flora y fauna

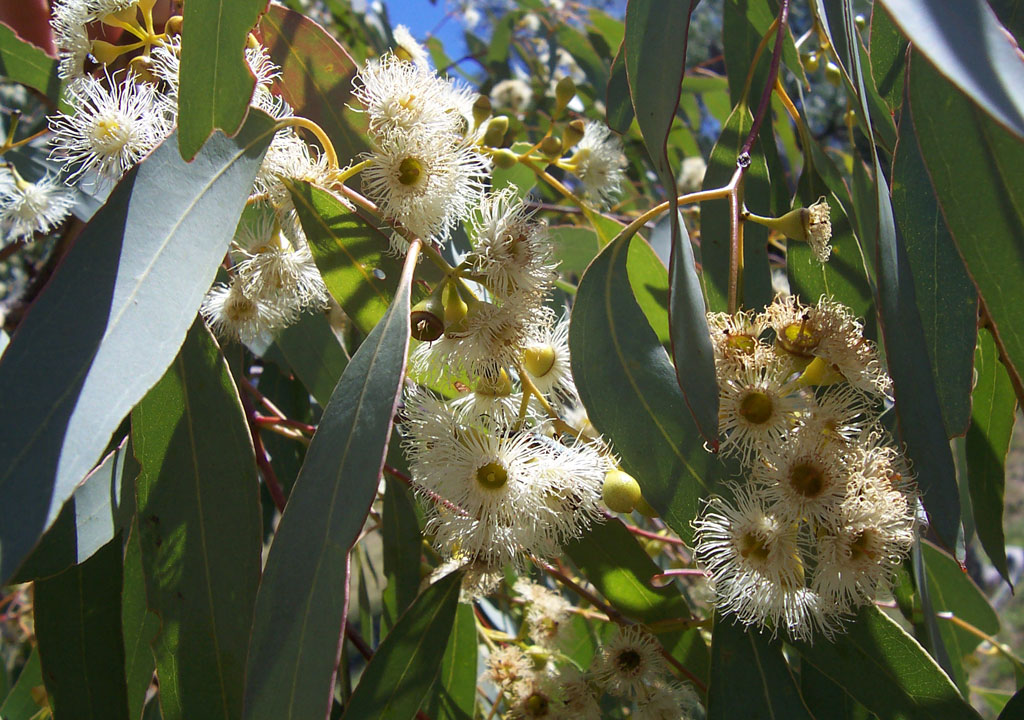
El eucalipto forma parte de la flora del municipio.

Su vegetación se compone en las partes boscosas de encino, cedro, pino, fresno y roble. En las faldas de cerros y lomas existen matorrales inermes, espinosos, lo más común es el palo dulce, huizache, nopal y uña de gato. Entre los principales ejemplares arbóreos se encuentran higueras silvestres, camichines, zalates, mezquites, guamúchiles, guayabo silvestre, guajes y sabinos (ahuehuetes). Existen gran cantidad de especies arbóreas introducidas como ornato o bien en programas de reforestación, tales como: eucalipto, pirul, casuarina, ficus, laurel de la India, entre otros.
Entre la fauna regional se encuentran entre otras especies: el conejo, el venado cola blanca, la liebre el faisán, la huilota, la paloma de collar, la zorra, el jabalí, la onza, el gavilán, la aguililla, el zopilote y el coyote.

## Economía
El 29.14 % de los habitantes se dedica al sector primario, el 22.41 % al sector secundario, el 45.19 % al sector terciario y el resto no se específica. El 31.18 % de la población se encuentra económicamente activa. Las principales actividades económicas son: agricultura, ganadería y servicios.
Ganadería: Se cría ganado bovino, porcino y caprino. Abundan las colmenas, así como los criaderos familiares de conejos domésticos.
- Agricultura: Destacan el maíz, frijol, caña de azúcar, cártamo, garbanzo, melón, sandía, sorgo, jitomate y arroz.

- Comercio': Predominan los comercios dedicados a la venta de artículos de primera necesidad y los comercios mixtos que venden en escala mediana hasta el medio mayoreo, artículos diversos. En las artesanías son muy famosos los muebles de madera elaborados por los carpinteros y ebanistas de San Martín. La talabartería y la elaboración de huaraches tradicionales son el otro punto sobresaliente de la artesanía local.

- Servicios: Se prestan servicios financieros, profesionales, comunales, sociales, personales y de mantenimiento.

- Explotación forestal: Se explota pino y encino en los bosques de la Sierra de Quila, Mesa del Cobre, El Cobre y Lagunillas.

- Minería: Se extraía cal.

- Turismo: Destacan las edificaciones religiosas y los paisajes naturales. Lo más destacado es el "Tendido de Cristos", tradición y celebración que se realiza el Viernes Santo de cada año.

## Infraestructura
- Educación

El 93,13 % de la población es alfabeta, de los cuales el 24,86 % ha terminado la educación primaria. El municipio cuenta con 27 preescolares, 34 primarias, 16 secundarias y 3 bachilleratos.
- Salud

La atención a la salud es atendida por la Secretaría de Salud, el Instituto Mexicano del Seguro Social, y por médicos particulares. El Sistema para el Desarrollo Integral de la Familia (DIF) se encarga del bienestar social. Cuenta con 7 casas de salud, 1 clínica privada, 4 unidades de salud y 1 hospital general.
- Deporte

El municipio cuenta con centros deportivos que tienen en su conjunto instalaciones adecuadas para llevar a cabo diversos deportes como fútbol (balompié), voleibol, baloncesto (basquetbol) y juegos infantiles. Además posee centros culturales, plaza, parques, jardines, biblioteca, centro social, cine, centros nocturnos, museo, y centros recreativos.
- Vivienda

Según el II Conteo de Población y Vivienda del INEGI, cuenta con 6.373 viviendas, las cuales generalmente son privadas. El 97,85 % tiene servicio de electricidad, el 84,18 % tiene servicio de drenaje y agua potable. Su construcción es generalmente a base de concreto, ladrillo, tabique y/o adobe.
- Servicios

El municipio cuenta con servicios de agua potable, energía eléctrica, alcantarillado, alumbrado público, mercado, rastro, cementerios, vialidad municipal, aseo público, seguridad pública, parques, protección civil y bomberos, jardines, centros recreativos y deportivos.
En cuanto a los servicios básicos, el 94,81 % de los habitantes disponen de agua potable, el 91,29 % de alcantarillado y el 98,51 % de energía eléctrica.
- Medios y vías de comunicación

Cuenta con correo, teléfono, Internet inalámbrico gratuito en plaza de armas, servicio de radiotelefonía, radiocomunicación vía VHF FM 2 Metros (a través de repetidores de radio ubicados en el picacho del cerro El Huehuenton y Quililla), telégrafo, fax, señal de radio, televisión y celular. El transporte foráneo se efectúa a través de la carretera federal 80 (Guadalajara-Barra de Navidad). Cuenta con una red de caminos rurales que comunican las localidades. El transporte se realiza en autobuses públicos o vehículos de alquiler y particulares.

## Demografía
Según el Censo de Población y Vivienda del INEGI de 2020, el municipio tiene 28,102 habitantes, de los cuales 13,801 son hombres y 14,301 son mujeres.
| 21,779                      | 26,505 | 27,286 | 24,127 | 26,306 | 27,777 | 28,102 |
| (Fuente: INEGI, censo 2020) |        |        |        |        |        |        |

### Localidades
En el censo de 2020 el municipio de San Martín Hidalgo contaba con 38 localidades.
| Código INEGI    | Localidad                 | Población (2020) |
| --------------- | ------------------------- | ---------------- |
| 140770001       | San Martín Hidalgo        | 8 850            |
| 140770005       | El Crucero de Santa María | 3 431            |
| 140770015       | El Salitre                | 2 870            |
| 140770002       | Buenavista                | 2 348            |
| 140770022       | El Tepehuaje de Morelos   | 2 331            |
| 140770023       | Trapiche de Abra          | 1 379            |
| 140770020       | Santa Cruz de las Flores  | 1 367            |
| 140770010       | Labor de Medina           | 910              |
| 140770006       | Los Guerrero              | 741              |
| 140770007       | Ipazoltic                 | 566              |
| 140770017       | San Isidro Palo Verde     | 434              |
| 140770009       | Jesús María               | 340              |
| 140770024       | Los Vergara               | 334              |
| 140770016       | San Jerónimo              | 329              |
| 140770019       | San Jacinto               | 290              |
| 140770012       | Lázaro Cárdenas           | 276              |
| 140770014       | Río Grande                | 240              |
| 140770003       | Camajapita                | 228              |
| 140770074       | Santa Rosa del Jilguero   | 194              |
| 140770075       | Venustiano Carranza       | 154              |
| 140770018       | San Jacintito             | 129              |
| 140770011       | Lagunillas                | 82               |
| 140770054       | La Puerta Blanca          | 57               |
| 140770004       | El Cobre                  | 51               |
| 140770013       | Mesa del Cobre            | 44               |
| 140770066       | Comunidad de las Rosas    | 38               |
| 140770027       | El Moral                  | 22               |
| 140770040       | La Casita                 | 15               |
| 140770065       | Casa del Río              | 11               |
| 140770051       | La Lobera                 | 9                |
| 140770053       | Potrero San Gabriel       | 8                |
| 140770032       | La Paloma                 | 7                |
| 140770037       | Rancho del Carmen         | 6                |
| 140770086       | Viweco                    | 4                |
| 140770063       | El Milagro                | 2                |
| 140770064       | La Caballeriza            | 2                |
| 140770084       | Las Guácimas              | 2                |
| 140770083       | Rancho la Virgen          | 1                |
| Total municipal | Total municipal           | 28 102           |

### Religión
El 78.28 % profesa la religión católica; sin embargo, también hay creyentes de los Apostólicos 20.00%, Testigos de jehová 5.00%s, Misionera 5.00%, Mormones 5.00%, y otras doctrinas. El 2.82 % de los habitantes ostentaron no practicar religión alguna.

## Cultura
ESCUDO:
El escudo de San Martín de Hidalgo, Jalisco se adoptó oficialmente el 19 de febrero de 1985, fecha del 445 aniversario de la fundación de esta Villa. Es producto de un concurso, cuyos ganadores, los profesores Fermín Quintero, Eusebio Muñoz y  Manuel Santos; y del conjunto de símbolos de estos tres primeros lugares, elaboró el diseño final la maestra Eréndira Guerrero Medina, como estaba previsto en la Convocatoria.
Descripción del escudo:
Escudo cortado por una línea de oro perfilando la cima del Cerro de Ameca. 1.º. En campo de azur, (azul) la antigua iglesia de la Concepción en su color natural y un horno de cal también en su color. La iglesia al lado diestro del jefe y el horno al lado siniestro del jefe. 2.º. En campo de sinople, (verde) un cerdo de oro con el lado diestro de la punta y una vaca de plata en el lado siniestro de la punta. Surcos de oro se fugan desde el centro, donde una mano en su color natural, esparce la simiente. Una caña de sorgo de oro con una caña de azúcar, también de oro, forman un aspa o cruz de San Andrés, posterior a la mano un elote de oro junto con un engrane de gules (rojo) perfilado, del mismo metal.
Yelmo, lambrequines y lema:
Por yelmo el escudo lleva la egregia efigie del Cura Hidalgo. Una banda a manera de lambrequines ondea sobre el toldo y se soporta en una espada de plata y una macana de indio. La banda lleva el lema: “Piensa, San Martín Hidalgo, Progresa”, en letras de sable (negro). El escudo lleva una bordura de gules (rojo) con 5 estrellas de oro y 18 roeles del mismo metal.
Significado:
La iglesia, la macana, la espada y el yelmo simbolizan la historia antigua y reciente de este lugar. El horno de cal representa la economía colonial, base del sustento del pueblo por más de 400 años .El azur (azul) es verdad, justicia, celo, lealtad, caridad, realeza y serenidad. El cerdo, la vaca, las cañas, las semillas, el elote, los surcos, la mano que siembra la tierra y el cerdo son símbolos de la riqueza agropecuaria de la región, simbolizan por lo tanto, la economía actual.
El busto de la egregia figura del Padre de la Patria el nombre de nuestro Municipio, la macana del indio y la espada española significan la fusión de las dos culturas, la indígena y la española. Las 5 estrellas en la bordura, son las cinco Delegaciones municipales y los 18 roeles son las agencias municipales que pertenecen a San Martín Hidalgo (actualmente hay una Agencia Municipal más).

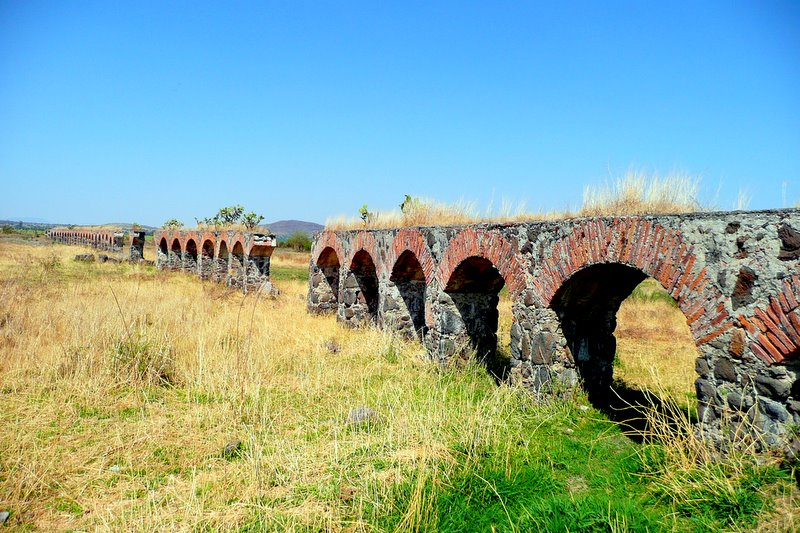
Acueducto.

- Artesanías: Elaboración de muebles de madera, huaraches, pintura textil en manta, objetos en ocochal, pirograbado en cuero y artesanías en pita.

### Fiestas
Fiestas civiles
- Desfile de carros alegóricos. 16 de septiembre.
- Desfile de carros alegóricos. 20 de noviembre.
- La Feria Del Melón. Mediados de mayo.(Comunidad Del Salitre)
- Las Luminarias. 11-12 de diciembre.
- Las Paseadoras. 15 de agosto.
- Sábado de Tianguis. Sábado anterior a la Semana Santa.
- fiesta del 3 de noviembre al 11 de noviembre de cada año.
- domingo de Gloria Semana Santa.

Fiestas religiosas
| - Fiesta en honor del Señor del Tepehuaje. Del 16 al 24 de enero. - Fiesta en honor del Señor del Encino. Lunes de Pascua. - Fiesta en honor del Señor del Perdón. Semana siguiente de la de Pascua. - Fiesta en honor del Señor San José. Domingo más cercano al 15 de mayo. - La Sagrada Familia. 29 de diciembre. - Los Pastores. 25, 26 y 27 de diciembre. - Fiesta en honor de Nuestra Señora de Guadalupe. 12 de diciembre. - Tendido de Cristos. Jueves y Viernes Santos. | - Fiesta en honor de Nuestra Señora del Rosario. Tercer domingo de enero. - Romería a la Virgen de la Candelaria. 2 de febrero - Fiesta en honor de San Martín de Tours. Del 3 al 11 de noviembre. - Fiesta en honor de San Rafael Arcángel. 29 de septiembre. - Fiesta en honor de Santa Cecilia. 22 de noviembre. - Peregrinación del señor del Encino de El Crucero de Santa María a San Jacinto. 15 de agosto. - Fiesta en honor a la Virgen del Rosario en Santa Cruz, último domingo de octubre. |

Las Paseadoras, 15 de agosto.

Antigua tradición de nuestro querido San Martín de Hidalgo, que se celebra año con año el día 15 de agosto, consiste en pasearse (de allí el nombre) a caballo por las diferentes calles de la población y de los poblados cercanos: Tepehuaje, Santa Cruz de las Flores, Cárdenas e Ipazoltic (en esta última población se venera a la Virgen de la Asunción).
Al preguntar a los mayores acerca del origen de esta tradición, refieren que en sus recuerdos la finalidad de este paseo era presentar ante la Virgen a sus hijas que durante el año habían cumplido sus 15 primaveras y era a caballo la manera en la que se acercaban a la cabecera para asistir a la misa que en honor a la Virgen se celebraba; porque el día 15 de agosto es día de la Virgen de la Asunción. Hasta hace unos años grupos de alegres jóvenes que venían vestidos con sus trajes propios para montar, su sombrero los muchachos y las muchachas sus amplias faldas y sentadas de lado como amazonas hacían un recorrido visitando los templos de las localidades mencionadas. Actualmente la tradición ha cambiado y ahora son jóvenes vestidos a la usanza vaquera quienes se pasean por las calles del pueblo acompañados de bandas musicales y terminan su recorrido en la plaza en donde termina la fiesta. 
(Eréndira Guerrero Medina.)
Las Luminarias, 11 al 12 de diciembre.

Es durante la noche del 11 al 12 de diciembre cuando en el pueblo de San Martín de Hidalgo y algunas de sus comunidades se perfuman con el olor a ocote que con anticipación se baja de la Sierra de Quila y que muchos comerciantes venden durante esos días. 
Las actividades de esta tradición se llevan a cabo de la siguiente manera: los vecinos acostumbran prender una pequeña fogata con ramas de ocote y leña, frente a sus casas. Mientras el fuego se consume, alrededor de aquellas se reúnen las familias y amigos que en amena y devota velada entre pláticas y saboreando, pepitas o semillas de calabaza asadas, guasanas (chícharos tiernos cocidos) o garbanza tierna, cacahuates, palomitas, y algunos hasta carne asada, escuchan música, platican o rezan a la Virgen de Guadalupe, pues el 11 de diciembre es la víspera del festejo de esta advocación de la Virgen más venerada del pueblo mexicano, y en San Martín no es la excepción.
Su origen según la leyenda surge de esta festividad el 12 de diciembre y lo que la tradición de las apariciones se cuenta. No sabemos de qué forma pero se dice que nuestros antepasados conocían la noticia de las apariciones y con lumbradas esperaron el milagro.
(Eréndira Guerrero Medina.)
Los Tendidos de Cristos, Viernes Santo de cada año.

Estas actividades comenzaron en la segunda mitad del siglo XVII. Se iniciaron en los barrios de San Pedro y La Flecha, y luego continuaron también en el Centro y La Cruz Verde, como consecuencia de la conversión de los naturales del lugar al catolicismo por parte de misioneros españoles. Se trata de una tradición única en la República Mexicana.
Decenas de familias del pueblo poseen un cristo cada una. Construyen dentro de las casas habitación, sencillas "capillas" con hojas de palma, pocos días antes del Viernes Santo, cada año. Los cristos miden desde 70 centímetros hasta 1.75 m de altura, algunos son ligeros, de pasta de caña de maíz; otros, de madera, pesan hasta 100 kilos, con todo y cruz.
En el pueblo de San Martín Hidalgo hay 18 figuras de cristo con antigüedades documentadas desde el siglo XVII hasta el XIX, según información proporcionada por Sergio Zepeda Navarro, cronista y director de Cultura del municipio de San Martín Hidalgo. Además, hay decenas de cristos contemporáneos, del siglo XX. Catorce días antes del Viernes Santo, la gente siembra en macetas o en tierra y aserrín, semillas de trigo, chía, alpiste y maíz, para que el Jueves y el Viernes santos ya estén listos los germinados.
El Miércoles Santo se realizaba, hasta 2017, en la Capilla del Calvario, el "baño de cristos", con agua, jabón y estropajos. Luego hay una procesión hasta el atrio de la parroquia de San Martín de Tours, para cambiar los cendales (telas delgadas de lino), por unos limpios, acciones a cargo de varones, que representan a José de Arimatea, y luego el sacerdote procede a oficiar una misa. La costumbre de bañar las imágenes principió en 1961, cuando el párroco del pueblo era el presbítero Manuel Villagrana Ascencio. Al ser retirado, hacia 1972, cesaron estas acciones, pero fueron retomadas en 2001 por recomendación del cura Luis Zúñiga; no obstante, en 2016 o 2017 personas de la Escuela de Conservación y Restauración de Occidente (ECRO), de Guadalajara, acudieron a San Martín Hidalgo, analizaron las imágenes y encontraron daños. Sugirieron que ya no se bañaran las efigies. Actualmente se realizan limpiezas con esencias y aceites.  
El Viernes Santo las familias se levantan muy temprano, para ir al cerro o a las orillas del río San Martín, a fin de cortar ramas de ahuehuete, de sauz y de jara, para colocarlas contra el muro del fondo de la sala de su casa. En el piso se coloca un petate, como base, para cubrirlo con alfalfa, manzanilla, hojas de laurel y de romero, así como naranjas agrias partidas y clavos de olor. Los germinados se sacan de las macetas o de la tierra, y se esparcen directamente sobre todo lo anteriormente mencionado. Acercan jaulas con palomas, en alusión al Espíritu Santo. También, algunas familias acomodan doce velas, 33 veladoras, cinco cirios pascuales –algunas otras colocan unas pocas veladoras–, y ponen un brasero, con carbón, y copal o incienso, para aromatizar el ambiente.
El Viernes Santo algunas familias, según la costumbre particular de cada una, rezan el rosario, o entonan «El Alabado». Para los visitantes, la entrada a las casas es gratuita, ciertas familias obsequian con bebidas como café o limonada. Generalmente la primera impresión es olfativa, luego viene la visualización de los arreglos, tomar fotografías, etcétera. El número de turistas registrados ha crecido, desde unos ocho mil en 2012, hasta aproximadamente 30 mil en 2018. Proceden de Brasil, Colombia, Panamá, Perú, Ecuador, Italia, Estados Unidos, Israel. En cuanto al turismo nacional, han acudido de Querétaro, Michoacán, Nayarit, Colima, Puebla, Oaxaca, Ciudad de México, Sinaloa, Sonora, y de otros municipios de Jalisco.

## Gobierno

### Presidentes municipales
| Presidente municipal            | Período               | Partido político | Notas                                                |
| José Tovar                      | 1828                  |                  |                                                      |
| Antonio Zepeda                  | 1857–1858             |                  |                                                      |
| Francisco Rodríguez             | 1861                  |                  |                                                      |
| Aniceto Coracero                | 1861                  |                  |                                                      |
| Trinidad Zepeda                 | 1862                  |                  |                                                      |
| Jesús Monroy                    | 1862                  |                  |                                                      |
| Trinidad Zepeda                 | 1863                  |                  |                                                      |
| Ramón García                    | 1863                  |                  |                                                      |
| José María Zepeda               | 1866                  |                  |                                                      |
| Lucas Guerrero                  | 1866                  |                  |                                                      |
| Aniceto Coracero                | 1867                  |                  |                                                      |
| Gabino Cedano                   | 1867                  |                  |                                                      |
| Ireneo Zepeda                   | 1868                  |                  |                                                      |
| Abad Meza                       | 1868–1869             |                  |                                                      |
| Gabino Cedano                   | 1870                  |                  |                                                      |
| Vicente Camacho                 | 1870                  |                  |                                                      |
| Gabino Cedano                   | 1871–1872             |                  |                                                      |
| Teófilo Zepeda                  | 1872                  |                  |                                                      |
| Gabino Cedano                   | 1872–1873             |                  |                                                      |
| Catarino Beas                   | 1874                  |                  |                                                      |
| Vicente Camacho                 | 1874                  |                  |                                                      |
| Catarino Beas                   | 1875                  |                  |                                                      |
| Francisco Landázuri             | 1875                  |                  |                                                      |
| Marcelino Guerrero              | 1876                  |                  |                                                      |
| Tranquilino Núñez               | 1876                  |                  |                                                      |
| Gabino Cedano                   | 1877–1878             |                  |                                                      |
| Francisco Rosas                 | 1878                  |                  |                                                      |
| Eduwiges Beas                   | 1878                  |                  |                                                      |
| Francisco Rosas                 | 1879                  |                  |                                                      |
| Rodrigo Zepeda                  | 1880–1881             |                  |                                                      |
| Felipe Vergara                  | 1882–1883             |                  |                                                      |
| Juan Cedano                     | 1884                  |                  |                                                      |
| Felipe Vergara                  | 1885                  |                  |                                                      |
| Virgen Rosas                    | 1885                  |                  |                                                      |
| Juan Cedano                     | 1887–1889             |                  |                                                      |
| Reyes Zepeda                    | 1890                  |                  |                                                      |
| Virgen Zepeda                   | 1890                  |                  |                                                      |
| José Rosas                      | 1891                  |                  |                                                      |
| Reyes Zepeda                    | 1891                  |                  |                                                      |
| Teófilo Zepeda                  | 1891                  |                  |                                                      |
| Raymundo Santos                 | 1892                  |                  |                                                      |
| Trinidad Zepeda                 | 1893                  |                  |                                                      |
| Juan Cedano                     | 1894                  |                  |                                                      |
| Domingo Buenrostro              | 1894                  |                  |                                                      |
| Teófilo Zepeda                  | 1895                  |                  |                                                      |
| Felipe Vergara                  | 1896                  |                  |                                                      |
| Reyes Zepeda                    | 1897                  |                  |                                                      |
| Juan Cedano                     | 1897                  |                  |                                                      |
| Francisco López                 | 1898                  |                  |                                                      |
| Teófilo Zepeda                  | 1898                  |                  |                                                      |
| Reyes Zepeda                    | 1899                  |                  |                                                      |
| Domingo Buenrostro              | 1899–1900             |                  |                                                      |
| Reyes Zepeda                    | 1901                  |                  |                                                      |
| J. Trinidad B. Zepeda           | 1901                  |                  |                                                      |
| Domingo Buenrostro              | 1902–1903             |                  |                                                      |
| Felipe Vergara                  | 1904                  |                  |                                                      |
| Francisco de la Peña            | 1904                  |                  |                                                      |
| Benjamín Sevilla                | 1905                  |                  |                                                      |
| Miguel Villamar                 | 1905                  |                  |                                                      |
| Eliseo Casanova                 | 1906                  |                  |                                                      |
| José Encarnación                | 1906–1907             |                  |                                                      |
| Francisco de la Peña            | 1907                  |                  |                                                      |
| José Encarnación                | 1908–1909             |                  |                                                      |
| Epifanio Páez                   | 1909–1910             |                  |                                                      |
| Luis Vizcaíno                   | 1910                  |                  |                                                      |
| J. Jesús García                 | 1910                  |                  |                                                      |
| Luis G. Vizcaíno                | 1911                  |                  |                                                      |
| J. Jesús García                 | 1911                  |                  |                                                      |
| Alberto Ponce de León           | 1911                  |                  |                                                      |
| Santos Arreola                  | 1912                  |                  |                                                      |
| José Encarnación                | 1912                  |                  |                                                      |
| Francisco C. Horta              | 1912                  |                  |                                                      |
| Porfirio Encarnación            | 1913                  |                  |                                                      |
| Carlos Gómez Luna               | 1913                  |                  |                                                      |
| Erasmo Águila                   | 1914                  |                  |                                                      |
| Valentín García                 | 1914                  |                  |                                                      |
| Rafael Beas                     | 1914                  |                  |                                                      |
| Erasmo Águila                   | 1915                  |                  |                                                      |
| Jacob Mandujano                 | 1915                  |                  |                                                      |
| Federico Rosas                  | 1915                  |                  |                                                      |
| José Isaac Pérez                | 1916                  |                  |                                                      |
| Valentín García                 | 1916                  |                  |                                                      |
| David Guerrero                  | 1917                  |                  |                                                      |
| Ignacio R. Guerrero             | 1917                  |                  |                                                      |
| Jesús S. Rosas                  | 1918                  |                  |                                                      |
| Estanislao Medina               | 1918                  |                  |                                                      |
| Ignacio G. Zárate               | 1919                  |                  |                                                      |
| Domingo Buenrostro              | 1919                  |                  |                                                      |
| David Guerrero                  | 1919                  |                  |                                                      |
| Malaquías García                | 1920                  |                  |                                                      |
| J. Guadalupe López              | 1920                  |                  |                                                      |
| Melquiades Álvarez              | 1920                  |                  |                                                      |
| Domingo Buenrostro              | 1921                  |                  |                                                      |
| Alfonso G. Zárate               | 1921                  |                  |                                                      |
| Leopoldo Zepeda                 | 1921                  |                  |                                                      |
| J. Guadalupe López              | 1922                  |                  |                                                      |
| Alfonso G. Zárate               | 1922                  |                  |                                                      |
| Alfonso Zepeda                  | 1923                  |                  |                                                      |
| Rafael Rodríguez                | 1924                  |                  |                                                      |
| Rosalío González                | 1924                  |                  |                                                      |
| Ramón B. Rivera                 | 1924                  |                  |                                                      |
| Pablo Rosas                     | 1925                  |                  |                                                      |
| Nemesio Medina                  | 1925                  |                  |                                                      |
| Rafael Rodríguez                | 1925                  |                  |                                                      |
| J. Guadalupe López              | 1926                  |                  |                                                      |
| Nemesio Medina                  | 1927                  |                  |                                                      |
| Estanislao Medina               | 1927                  |                  |                                                      |
| Ignacio Z. Santos               | 1927                  |                  |                                                      |
| Macario Aguilar                 | 1928                  |                  |                                                      |
| Antonio Pacheco                 | 1928                  |                  |                                                      |
| J. Trinidad López               | 1928                  |                  |                                                      |
| Alfonso G. Cevallos             | 1929–1931             |                  |                                                      |
| José F. Guerrero                | 1931                  | PNR              |                                                      |
| José Aristeo Medina             | 1932                  | PNR              |                                                      |
| Francisco G. Camacho            | 1933                  | PNR              |                                                      |
| Rafael B. Pérez                 | 1934                  | PNR              |                                                      |
| Salvador Virgen                 | 1934                  | PNR              |                                                      |
| Antonio Santos                  | 1935                  | PNR              |                                                      |
| Salvador Aceves                 | 1935                  |                  | Presidente del Concejo Municipal                     |
| Francisco Casas                 | 1936                  | PNR              |                                                      |
| Martín Zepeda                   | 1936                  | PNR              |                                                      |
| Ignacio G. Zárate               | 1936                  | PNR              |                                                      |
| Claro Buenrostro                | 1937                  | PNR              |                                                      |
| Ignacio Guerrero R.             | 1937                  | PNR              |                                                      |
| Rafael Pérez                    | 1938–1939             | PNR              |                                                      |
| Gabino Preciado                 | 1938–1939             | PRM              |                                                      |
| Ramón Degollado                 | 1940                  | PRM              |                                                      |
| Candelario P. Hernández         | 1940                  | PRM              |                                                      |
| Gabino Preciado                 | 1941–1942             | PRM              |                                                      |
| J. Jesús González               | 1942                  | PRM              |                                                      |
| José C. Guerrero                | 1943                  | PRM              |                                                      |
| Rafael Zárate                   | 1943                  | PRM              |                                                      |
| José C. Guerrero                | 1944                  | PRM              |                                                      |
| Manuel Rivas Morales            | 1945–1946             | PRM              |                                                      |
| Crisóforo Rosas                 | 1947–1948             | PRI              |                                                      |
| Juventino G. Gómez              | 1949–1951             | PRI              |                                                      |
| Fidencio Rosas                  | 1951–1952             | PRI              |                                                      |
| Justino López Rosas             | 1953–1955             | PRI              |                                                      |
| Rafael Zárate Andrade           | 1956–1957             | PRI              |                                                      |
| Juan José Pulido Zepeda         | 1957–1958             | PRI              |                                                      |
| Alfonso G. Zárate               | 1959–1960             | PRI              |                                                      |
| Alfonso Gutiérrez Zepeda        | 1961                  | PRI              | Interino                                             |
| José F. Guerrero                | 01-01-1962–31-12-1964 | PRI              |                                                      |
| Francisco Camacho López         | 01-01-1965–31-12-1967 | PRI              |                                                      |
| José Raymundo López Barbosa     | 01-01-1968–31-12-1970 | PRI              |                                                      |
| Exiquio Águila Jiménez          | 01-01-1971–31-12-1973 | PRI              |                                                      |
| José Ramírez Pérez              | 01-01-1974–31-12-1976 | PRI              |                                                      |
| José de Jesús Camacho Barreto   | 01-01-1977–31-12-1979 | PRI              |                                                      |
| Joaquín Morales Abreu           | 01-01-1980–31-12-1982 | PRI              |                                                      |
| Ramón Guerrero Ríos             | 1983–1985             | PRI              |                                                      |
| Andrés Alonso Zárate Guerrero   | 1986–1988             | PRI              |                                                      |
| Delfino Rodríguez Bernal        | 1989–1992             | PRI              |                                                      |
| Casimiro Zárate Guerrero        | 1992–1995             | PRI              |                                                      |
| Carlos Alberto Rosas Camacho    | 1995–1997             | PRD              |                                                      |
| María Guadalupe Urzúa Flores    | 01-01-1998–31-12-2000 | PRI              |                                                      |
| Carlos Alberto Rosas Camacho    | 01-01-2001–31-12-2003 | PAN              |                                                      |
| Vicente Aceves Santos           | 01-01-2004–31-12-2006 | PAN              |                                                      |
| Carlos Alberto Rosas Camacho    | 01-01-2007–31-12-2009 | PRD PT           |                                                      |
| Francisco Javier Guerrero Núñez | 01-01-2010–30-09-2012 | PRI Panal        | Coalición "Alianza por Jalisco"                      |
| Juana Ceballos Guzmán           | 01-10-2012–30-09-2015 | PRI PVEM         | Coalición "Compromiso por Jalisco"                   |
| Carlos Alberto Rosas Camacho    | 01-10-2015–30-09-2018 | MC               |                                                      |
| Moisés Rodríguez Camacho        | 01-10-2018–04-03-2021 | PAN PRD MC       | Pidió licencia para buscar la reelección, que obtuvo |
| Clemente Gómez Hernández        | 05-03-2021–15-08-2021 | PAN PRD MC       | Interino                                             |
| Moisés Rodríguez Camacho        | 16-08-2021–30-09-2021 | PAN PRD MC       | Reasumió, para concluir su trienio                   |
| Moisés Rodríguez Camacho        | 01-10-2021–30-09-2024 | MC               | Fue reelegido el 06-06-2021                          |
| Juana Ceballos Guzmán           | 01-10-2024–           | PVEM             |                                                      |